# Chun Jung-myung
Dans ce nom coréen, le nom de famille, Chun, précède le nom personnel.
Chun Jung-myung (en hangeul : 천정명, pouvant aussi s'écrire Cheon Jeong-myeong), né le 29 novembre 1980 en Corée du Sud, est un acteur et mannequin sud-coréen.
En 2011, il crée sa propre société.

## Filmographie

### Films
| Année | Titre                                         | Rôle                |
| ----- | --------------------------------------------- | ------------------- |
| 2002  | R U Ready?                                    | Bong Jun-gu         |
| 2003  | Dance Begins (court métrage)                  | Détective           |
| 2004  | 20 Questions / Twentidentity (court métrage)' | Conducteur de train |
| 2005  | The Aggressives                               | So-yo               |
| 2006  | Les Formidables                               | Lee Soo-hyun        |
| 2007  | Hansel and Gretel                             | Lee Eun-soo         |
| 2011  | Hindsight                                     | Ae-gu               |
| 2013  | Queen of the Night                            | Young-soo           |
| 2014  | O Sole Mio (court métrage)                    | Voix off            |

### Séries télévisées
| Année | Titre                           | Rôle                              | Chaîne de Télévision |
| ----- | ------------------------------- | --------------------------------- | -------------------- |
| 1999  | School 2                        | Étudiant en photographie (ep. 21) | KBS1                 |
| 2000  | Echo                            |                                   | SBS                  |
| 2001  | New Nonstop                     | Pyeon adolescent                  | MBC                  |
| 2001  | Pure Flower Cafe                | Park Hong-tae                     | SBS                  |
| 2001  | Third Coincidence               | Song Ji-chul                      | MBC                  |
| 2002  | Best Theater                    | Bong-soo                          | MBC                  |
| 2002  | Bad Girls                       | Cheong-mok                        | SBS                  |
| 2002  | Honest Living                   | Chun Jung-myung                   | SBS                  |
| 2004  | Beijing, My Love                | Noh Wan-sung                      | KBS2                 |
| 2004  | Drama City: I Love H, He, Li... | Lee Sang-gyu                      | KBS2                 |
| 2005  | Fashion 70's                    | Jang Bin                          | SBS                  |
| 2006  | Goodbye Solo                    | Kim Min-ho,                       | KBS2                 |
| 2006  | What's Up Fox ?                 | Park Chul-soo                     | MBC                  |
| 2010  | Cinderella's Sister             | Hong Ki-hoon,                     | KBS2                 |
| 2011  | The Duo                         | Chun-doong,                       | MBC                  |
| 2011  | Glory Jane                      | Kim Young-kwang,                  | KBS2                 |
| 2014  | Reset                           | Cha Woo-jin                       | OCN                  |
| 2015  | Heart to Heart                  | Go Yi-seok                        | tvN                  |
| 2016  | Master - God of Noodles         | Moo-myung                         | KBS2                 |